# Понапейский аплонис
Понапейский аплонис (лат. Aplonis pelzelni) — вид птиц семейства скворцовых. Вид известен только по острову Понпеи (Федеративные Штаты Микронезии), где его популяция резко сократилась с 1930-х годов. Международным союзом охраны природы рассматривается как находящийся на грани полного исчезновения, у ряда авторов указан как исчезнувший.

## Систематика
Вид описан в 1876 году немецким орнитологом Отто Финшем в издании Journal des Museum Godeffroy и сразу же включён в род Aplonis. Видовое название дано в честь австрийского орнитолога Августа фон Пельцельна.

## Внешний вид и голос
Небольшой скворец с тусклым, темноокрашенным оперением. Самцы незначительно крупнее самок. Общая длина тела 16 см, длина крыла у самцов 101—105, у самок 97—102 мм, хвоста — 63—67 и 57—64 мм. Длина цевки от 26 до 28 мм, надклювья — от 19 до 21 мм.
Оперение по всему телу почти лишено блеска. Верхняя сторона тела сажисто-бурая, голова ещё более тёмная, с почти чёрными лбом и уздечкой и чёрным клювом. Радужка глаз каряя. Крылья, хвост (включая кроющие перья надхвостья) и гузки более светлого бурого цвета, нижняя половина тела ещё светлее, с оливково-бурым налётом. Лапы чёрные. Молодые особи окрашены в более светлые коричневые тона, в особенности на нижней стороне тела. От микронезийского аплониса (Aplonis opaca), обитающего в этом же регионе, понапейский отличается меньшими размерами, более тонким клювом, отсутствием блеска оперения и цветом радужки (каряя, а не жёлтая).
Голос подаёт достаточно редко. Голосовой сигнал тише и чище, чем у микронезийского аплониса, описывается как высокий жалобный свист.

## Образ жизни, ареал и охранный статус
Птица известна только по острову Понпеи в составе Каролинских островов (Федеративные Штаты Микронезии), где её ареал ограничен зоной горных лесов на высотах от 425 м над уровнем моря. Птиц данного вида встречали также на сельскохозяйственных плантациях. Согласно местному населению, ранее понапейский аплонис встречался по всей территории острова, а также на близлежащем атолле Ант. Встречается обычно парами. Гнездится в дуплах деревьев, откладывает по два яйца в гнездо. У самки, подстреленной в июле 1995 года, были увеличены фолликулы яичника. В рацион входят плоды и насекомые, большую долю составляют ягоды, растущие на кустах, но часть пищи (семена, личинки) подбирается также с земли.
Популяция вида, изначально не бывшая многочисленной, резко сократилась с 1930-х годов. Любопытная птица легко становилась добычей охотников, на неё охотились также интродуцированные крысы, а ещё одним фактором, влиявшим на размеры популяции, было сокращение привычной среды обитания (только в период с 1975 по 1995 год площадь нетронутых горных лесов на Понпеи уменьшилась более чем на 60 % из-за расчистки под плантации перца кава-кава). С 1970-х годов было лишь несколько сообщений о встречах с птицами данного вида, в том числе только один достоверный случай в 1995 году. В ходе инспекций, проводившихся в 1983, 2010 и 2012 года, встреч с понапейским аплонисом зафиксировано не было. В связи с этим ряд специалистов считают данный вид исчезнувшим; Международный союз охраны природы оценивает популяцию понапейского аплониса менее чем в 50 особей и рассматривает его как вид, находящийся на грани полного исчезновения.